# Sátrapas occidentales
Los Sátrapas occidentales, o Kshaharatas (35–405) fueron gobernantes sacas de la parte occidental y central de India (Saurashtra y Malwa: modernos Guyarat, Maharastra, Rajastán y Madhya Pradesh). La palabra Kshatrapa, traducido por sátrapa, proviene del persa antiguo, y significa ‘virrey’ o ‘gobernador de una provincia’.
Eran contemporáneos de los kushán, quienes gobernaban la parte norte del subcontinente indio y era posiblemente sus señores, y de los satavahana que gobernaban en India Central. Se apellidan «Occidentales» en contraste con los «del norte», sátrapas indo-escitas que gobernaban en el área de Mathura, como Rajuvula, y sus sucesores bajo los kushán, el «Gran Sátrapa»  Kharapallana, y el sátrapa Vanaspara. Ellos se llamaron a sí mismos «sátrapas» en sus monedas, lo que lleva a la designación moderna de «Sátrapas Occidentales». Claudio Ptolomeo, en su Geografía del siglo II, todavía les llamaba «indoescitas". El poder de los gobernantes sacas empezó a declinar en el siglo II d. C., después de que fueron derrotados por el emperador indio del sur Gautamiputra Satakarni de la dinastía Satavahana. Más tarde el reino saca fue completamente destruido por Chandragupta II del Imperio Gupta en el siglo IV d. C.
En total, había 27 sátrapas occidentales independientes, que gobernaron durante un periodo de aproximadamente 350 años. 